# Формула-1 — Гран-прі США
Гран-прі США (англ. United States Grand Prix) — один з етапів чемпіонату світу з автогонок у класі Формула-1. В даний час проводиться на трасі Америк південніше Остіна в штаті Техас, США.
Перше Гран-прі США пройшло в 1908 р. в Саванні в штаті Джорджія під назвою American Grand Prize. З 1959 Гран-прі США входить до заліку Чемпіонату світу з автоперегонів у класі Формула-1.

## Переможці Гран-прі США

### Багаторазові переможці

#### Пілоти
Жирним шрифтом виділені пілоти, які беруть участь в поточному сезоні чемпіонату Формули-1.
Рожевим фоном вказані перегони, яка не увійшли до заліку Чемпіонату Світу.
| Кількість перемог | Пілот            | Рік                                |
| ----------------- | ---------------- | ---------------------------------- |
| 6                 | Льюїс Гамільтон  | 2007, 2012, 2014, 2015, 2016, 2017 |
| 5                 | Міхаель Шумахер  | 2000, 2003, 2004, 2005, 2006       |
| 3                 | Грем Гілл        | 1963, 1964, 1965                   |
| 3                 | Джим Кларк       | 1962, 1966, 1967                   |
| 3                 | Макс Ферстаппен  | 2021, 2022, 2024                   |
| 2                 | Девід Брюс-Браун | 1910, 1911                         |
| 2                 | Джекі Стюарт     | 1968, 1972                         |
| 2                 | Джеймс Гант      | 1976, 1977                         |
| 2                 | Карлос Ройтеман  | 1974, 1978                         |
| 2                 | Айртон Сенна     | 1990, 1991                         |

#### Конструктори
Жирним шрифтом виділені команди, які беруть участь в поточному сезоні чемпіонату Формули-1.
Рожевим фоном вказані перегони, яка не увійшли до заліку Чемпіонату Світу.
| Кількість перемог | Конструктор | Рік                                                              |
| ----------------- | ----------- | ---------------------------------------------------------------- |
| 11                | Ferrari     | 1975, 1978, 1979, 2000, 2002, 2003, 2004, 2005, 2006, 2018, 2024 |
| 8                 | Lotus       | 1960, 1961, 1962, 1966, 1967, 1969, 1970, 1973                   |
| 8                 | McLaren     | 1976, 1977, 1989, 1990, 1991, 2001, 2007, 2012                   |
| 6                 | Mercedes    | 1910, 2014, 2015, 2016, 2017, 2019                               |
| 4                 | Red Bull    | 2013, 2021, 2022, 2023                                           |
| 3                 | Fiat        | 1908, 1911, 1912                                                 |
| 3                 | BRM         | 1963, 1964, 1965                                                 |
| 2                 | Peugeot     | 1915, 1916                                                       |
| 2                 | Tyrrell     | 1971, 1972                                                       |

### По роках

Індіанаполіс Мотор Спідвей, 2000—2007

Вулична траса Фенікс, 1991

Вулична траса Фенікс, 1989—1990

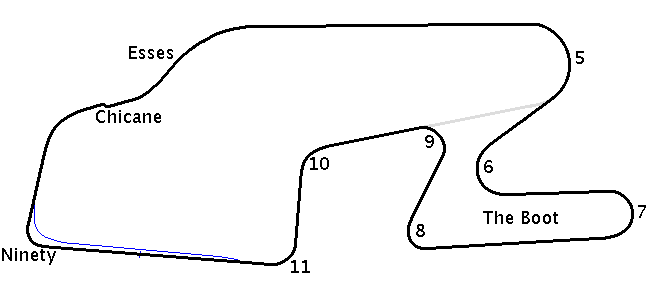
Уоткінс-Глен, 1975—1980

Уоткінс-Глен, 1971—1974

Уоткінс-Глен, 1961—1970

Ріверсайд, 1960

Себринг, 1959

Рожевим фоном вказані перегони, яка не увійшли до заліку Чемпіонату Світу.
| Рік         | Пілот                                  | Конструктор                            | Траса                                  | Звіт                                   |
| ----------- | -------------------------------------- | -------------------------------------- | -------------------------------------- | -------------------------------------- |
| 2024        | Шарль Леклер                           | Ferrari                                | Америк                                 | Звіт                                   |
| 2023        | Макс Ферстаппен                        | Red Bull Racing-Honda RBPT             | Америк                                 | Звіт                                   |
| 2022        | Макс Ферстаппен                        | Red Bull Racing-RBPT                   | Америк                                 | Звіт                                   |
| 2021        | Макс Ферстаппен                        | Red Bull Racing-Honda                  | Америк                                 | Звіт                                   |
| 2020        | Не проводилося через COVID-19 pandemic | Не проводилося через COVID-19 pandemic | Не проводилося через COVID-19 pandemic | Не проводилося через COVID-19 pandemic |
| 2019        | Вальттері Боттас                       | Mercedes                               | Америк                                 | Звіт                                   |
| 2018        | Кімі Ряйкконен                         | Ferrari                                | Америк                                 | Звіт                                   |
| 2017        | Льюїс Гамільтон                        | Mercedes                               | Америк                                 | Звіт                                   |
| 2016        | Льюїс Гамільтон                        | Mercedes                               | Америк                                 | Звіт                                   |
| 2015        | Льюїс Гамільтон                        | Mercedes                               | Америк                                 | Звіт                                   |
| 2014        | Льюїс Гамільтон                        | Mercedes                               | Америк                                 | Звіт                                   |
| 2013        | Себастьян Феттель                      | Red Bull-Renault                       | Америк                                 | Звіт                                   |
| 2012        | Льюїс Гамільтон                        | McLaren-Mercedes                       | Америк                                 | Звіт                                   |
| 2011 – 2008 | Не проводився                          | Не проводився                          | Не проводився                          | Не проводився                          |
| 2007        | Льюїс Гамільтон                        | McLaren-Mercedes                       | Індіанаполіс                           | Звіт                                   |
| 2006        | Міхаель Шумахер                        | Ferrari                                | Індіанаполіс                           | Звіт                                   |
| 2005        | Міхаель Шумахер                        | Ferrari                                | Індіанаполіс                           | Звіт                                   |
| 2004        | Міхаель Шумахер                        | Ferrari                                | Індіанаполіс                           | Звіт                                   |
| 2003        | Міхаель Шумахер                        | Ferrari                                | Індіанаполіс                           | Звіт                                   |
| 2002        | Рубенс Барікелло                       | Ferrari                                | Індіанаполіс                           | Звіт                                   |
| 2001        | Міка Хаккінен                          | McLaren-Mercedes                       | Індіанаполіс                           | Звіт                                   |
| 2000        | Міхаель Шумахер                        | Ferrari                                | Індіанаполіс                           | Звіт                                   |
| 1999 – 1992 | Не проводився                          | Не проводився                          | Не проводився                          | Не проводився                          |
| 1991        | Айртон Сенна                           | McLaren-Honda                          | Фенікс                                 | Звіт                                   |
| 1990        | Айртон Сенна                           | McLaren-Honda                          | Фенікс                                 | Звіт                                   |
| 1989        | Ален Прост                             | McLaren-Honda                          | Фенікс                                 | Звіт                                   |
| 1988 – 1981 | Не проводився                          | Не проводився                          | Не проводився                          | Не проводився                          |
| 1980        | Алан Джонс                             | Williams-Ford                          | Уоткінс-Глен                           | Звіт                                   |
| 1979        | Жиль Вільньов                          | Ferrari                                | Уоткінс-Глен                           | Звіт                                   |
| 1978        | Карлос Ройтеман                        | Ferrari                                | Уоткінс-Глен                           | Звіт                                   |
| 1977        | Джеймс Гант                            | McLaren-Ford                           | Уоткінс-Глен                           | Звіт                                   |
| 1976        | Джеймс Гант                            | McLaren-Ford                           | Уоткінс-Глен                           | Звіт                                   |
| 1975        | Нікі Лауда                             | Ferrari                                | Уоткінс-Глен                           | Звіт                                   |
| 1974        | Карлос Ройтеман                        | Brabham-Ford                           | Уоткінс-Глен                           | Звіт                                   |
| 1973        | Ронні Петерсон                         | Lotus-Ford                             | Уоткінс-Глен                           | Звіт                                   |
| 1972        | Джекі Стюарт                           | Tyrrell-Ford                           | Уоткінс-Глен                           | Звіт                                   |
| 1971        | Франсуа Север                          | Tyrrell-Ford                           | Уоткінс-Глен                           | Звіт                                   |
| 1970        | Емерсон Фіттіпальді                    | Lotus-Ford                             | Уоткінс-Глен                           | Звіт                                   |
| 1969        | Йохен Ріндт                            | Lotus-Ford                             | Уоткінс-Глен                           | Звіт                                   |
| 1968        | Джекі Стюарт                           | Matra-Ford                             | Уоткінс-Глен                           | Звіт                                   |
| 1967        | Джим Кларк                             | Lotus-Ford                             | Уоткінс-Глен                           | Звіт                                   |
| 1966        | Джим Кларк                             | Lotus-BRM                              | Уоткінс-Глен                           | Звіт                                   |
| 1965        | Грем Гілл                              | BRM                                    | Уоткінс-Глен                           | Звіт                                   |
| 1964        | Грем Гілл                              | BRM                                    | Уоткінс-Глен                           | Звіт                                   |
| 1963        | Грем Гілл                              | BRM                                    | Уоткінс-Глен                           | Звіт                                   |
| 1962        | Джим Кларк                             | Lotus-Climax                           | Уоткінс-Глен                           | Звіт                                   |
| 1961        | Іннес Айрленд                          | Lotus-Climax                           | Уоткінс-Глен                           | Звіт                                   |
| 1960        | Стірлінг Мосс                          | Lotus-Climax                           | Ріверсай                               | Звіт                                   |
| 1959        | Брюс Макларен                          | Cooper-Climax                          | Себринг                                | Звіт                                   |
| 1958        | Чак Дей                                | Scarab-Chevrolet                       | Ріверсай                               | Звіт                                   |
| 1957 – 1917 | Не проводився                          | Не проводився                          | Не проводився                          | Не проводився                          |
| 1916        | Хауді Вілкокс Джонні Айткена           | Peugeot                                | Санта-Моніка                           | Звіт                                   |
| 1915        | Даріо Реста                            | Peugeot                                | Сан-Франциско                          | Звіт                                   |
| 1914        | Едді Пуллен                            | Mercer                                 | Санта-Моніка                           | Звіт                                   |
| 1913        | Не проводився                          | Не проводився                          | Не проводився                          | Не проводився                          |
| 1912        | Калеб Брегга                           | Fiat                                   | Мілвокі                                | Звіт                                   |
| 1911        | Девід Брюс-Браун                       | Fiat                                   | Саванна                                | Звіт                                   |
| 1910        | Девід Брюс-Браун                       | Benz                                   | Саванна                                | Звіт                                   |
| 1909        | Не проводився                          | Не проводився                          | Не проводився                          | Не проводився                          |
| 1908        | Луї Вагнер                             | Fiat                                   | Саванна                                | Звіт                                   |